# Thyles Rupes
Thyles Rupes es el nombre de una falla geológica sobre la superficie de Marte, y uno de los de mayor extensión en el polo sur del planeta. Thyles Rupes está localizada con el sistema de coordenadas centrados en -64.56 grados de latitud Norte y 141.51 grados de longitud Este. Nombrado Thyles Chasma en el pasado, el nombre fue cambiado por la Unión Astronómica Internacional en 1984 y hace referencia a Tule, el lugar distante situado más allá de las fronteras del mundo conocido. El acantilado es rectilíneo y rodeado de cráteres de impacto, incluyendo el cráter Byrd, a unos 300 kilómetros (186,4 mi) al Este y Burroughs en el extremo norte del rupes. 
Un cráter de impacto transecta Thyles Rupes. La inclinación del suelo a nivel de este cráter sugieren que es más joven que la pendiente del suelo, pero más antigua que la escarpa lobulada de Thyles Rupes. Ello indica que la formación de Thyles Rupes tomó lugar después del emplazamiento de la pendiente. Este cráter subyacente altera la forma del Thyles Rupes, de modo que la parte del escarpe que atraviesa el interior del cráter se encuentra a menor altitud y es más ancho que el exterior al cráter.